# Macrogastra borealis
Macrogastra borealis is een slakkensoort uit de familie van de Clausiliidae. De wetenschappelijke naam van de soort is voor het eerst geldig gepubliceerd in 1878 door O. Boettger.